# Grayenulla
Grayenulla là một chi nhện trong họ Salticidae.